# Teleny
"Teleny, or, the reverse of the medal" ("Teleny, o El reverso de la medalla", habitualmente titulada simplemente "Teleny" en español) es una novela erótica gay, considerada pornográfica en su época. Se publicó por primera vez en 1893, en Londres. Aunque es una obra anónima, durante mucho tiempo se ha atribuido a Oscar Wilde. Se considera actualmente que Wilde no la escribió, aunque muy probablemente estuvo involucrado en su producción y en su distribución, quizás en calidad de editor, asesor o bien como uno entre varios autores.
La trama se desarrolla en el París de finales del siglo XIX,  y cuenta la fuerte atracción y la apasionada relación con desenlace trágico entre un joven francés llamado Camille de Grieux y un pianista húngaro, René Teleny. La novela destaca por ser uno de los primeros ejemplos de erotismo explícito en lengua inglesa que se refieren a la homosexualidad casi exclusivamente, siguiendo los pasos de "The sins of the cities of the plain" ("Los pecados de las ciudades de la planicie", de 1881), además de por su estilo de prosa rica y culta. La relativa complejidad y profundidad de los personajes y la trama tienen más en común con la ficción estética de la época (como el "El retrato de Dorian Gray", de Wilde) que con el típico relato pornográfico.

## Historia de la publicación
La autoría de Wilde nunca ha sido probada definitivamente y probablemente nunca lo será, ya que en las investigaciones bibliográficas de la pornografía de la época topan con la faltas de pruebas por el ambiente de secretismo en la que se producía y consumía. Los hechos bibliográficos (nombres de los autores y editores, fechas y localización de la publicación, procesos de edición, número de copias, registros de ventas, etc) frecuentemente son ocultados o alterados para evitar problemas legales, juicios morales o incluso para estimular las ventas. Aunque según algunos análisis de la obra no se encuentra el estilo característico de Wilde en ninguno de sus pasajes. La implicación de Oscar Wilde en la producción de Teleny se apoya principalmente en las declaraciones hechas por el editor de libros eróticos Charles Hirsch, en cuyas memorias describe cómo el mismo Wilde trajo el manuscrito a su librería de París en 1890, dando instrucciones de guardarlo allí hasta que un amigo que llevaría una tarjeta de Wilde viniera a recogerlo. Según Hirsch: «unos días después vino un joven caballero con el que le había visto (a Wilde) a recoger el paquete. Se lo quedó por un tiempo y al poco lo volvió a traer diciendo: ¿Sería tan amable de darle esto a un amigo nuestro que vendrá a reclamarlo por mismo nombre?». Hirsch dice que la misma ceremonia se repitió tres veces más hasta que por fin vino Wilde a recogerlo. No es sorprendente que Hirsch no hiciera caso de las instrucciones de no abrir el paquete mientras estuvo en su poder y afirma que estaba escrito por varias manos diferentes, lo que le hizo pensar que había sido escrito por turnos por un pequeño grupo de amigos de Wilde.
Alrededor de 1893, el manuscrito llegó, no se sabe cómo, a las manos de Leonard Smithers, quien desde 1892 hacía negocios con Harry Nichols. Smithers inicialmente actuaba como intermediario empresarial entre los «autores, editores y distribuidores». Smithers y Nichols pertenecían, junto con William Lazenby, Edward Avery, y Charles Carrington, a un pequeño e interconectado grupo de editores que publicaban pornografía en Londres y París a finales de la época victoriana. Smithers en particular trabajó bastante en la década de los años 1890 con Wilde y su grupo, como indica el título del libro de James Nelson sobre: Publisher to the Decadents (El editor de los decadentes). Lisa Sigel afirma que al contrario que la mayoría de los pornógrafos que preferían conservar su anonimato por razones de respetablidad, Smithers adoptó prefirió darse a conocer y se ganó algún renombre por animar y organizar la colaboración de Wilde y Beardsley en Salomé. Más tarde la reputación de Smithers resultó tocada tras el encarcelamiento de Wilde, llevándole a la una desesperación financiera que le hizo piratear copias de las obras de Wilde. De 1892 a 1894 Smithers y Nichols realizaron, entre otros proyectos, una serie de novelas eróticas bajo el nombre de Erotika Biblion Society. Teleny se publicó en 1893 como parte de esta serie en una edición limitada de 200 volúmenes, con significativas enmiendas de Smithers, entre las que se incluye la omisión de la introducción y el cambio del emplazamiento de Londres a París. Smithers difundió un anuncio enviado a un selecto grupo de suscriptores donde calificaba la obra como:«Sin lugar a dudas la novela erótica más potente y mejor escrita en lengua inglesa en los últimos años» escrita por «un hombre de gran imaginación (..) que ha concebido una emocionante historia». Nelson interpreta esto como que Smithers estaba convencido de la autoría de Wilde, o que estaba intentando convencer a sus clientes de ello.). «Es la más extraordinaria historia de pasión, y aunque aborda escenas que sobrepasan en libertad la licencia más salvajes, la cultura del autor y su estilo da atractivo y chispa a la narración». Aunque la mayoría de los demás anuncios de Smithers son similares, la mayoría de las afirmaciones de este eran ciertas, si se habla en términos novelísticos (argumento, personajes, suspenso, variación, estilo...) de los que la pornografía suele carecer.
Se hizo una edición en rústica en 1966 realizada Icon Books. Esta es una versión censurada debido a las leyes contra la obscenidad que estaban vigentes en la época. En la introducción de esa edición se avisa a los lectores de que si quieren ver el texto completo pueden hacerlo en el Museo Británico, donde se mantiene una copia en la sala privada. Desde entonces se han reeditado algunas veces, a menudo por pequeños sellos gays. En 1986 se publicó en Londres por GMP en la serie Gay Modern Classics (Clásicos modernos gays) y Wordsworth Classics la publicó en 1995 en su serie Wordsworth Classic Erotica.

## Argumento
La historia comienza cuando Des Grieux asiste a un concierto con su madre y experimenta unos extraños y sugestivos sentimientos durante la actuación del hermoso pianista extranjero: Teleny. Des Grieux queda fascinado por él y por la conexión sexual casi telepática que siente con Teleny, y sus sentimientos hacia él se convierten en una mezcla de curiosidad, admiración y deseo, que pronto le llevan a los celos. Des Grieux sabe que Teleny atraía a muchos hombres y a muchas mujeres antes de que su apasionada relación empezara. Además se siente turbado por desear y amar a otro hombre, por lo que intenta mantener relaciones sexuales con una sirvienta de su casa, pero al hacerlo provoca su muerte. Entonces se promete no luchar contra sus sentimientos, y permite que Teleny le introduzca en una sociedad secreta homosexual masculina. Su amor sobrevive a un intento de chantaje y a sus luchas emocionales internas, hasta que Teleny le dice que necesita marcharse un tiempo para dar un concierto en el extranjero. Tras lo cual un día Des Grieux va al apartamento de Teleny y lo encuentra en la cama con su madre, porque la madre Des Grieux le había ofrecido a Teleny pagar sus deudas a cambio de favores sexuales. Entonces Des Grieux se desmaya al ver la infidelidad y es llevado a un hospital. Al abandonar el centro, encuentra a su amante sangrando y a punto de morir, pues se ha clavado un cuchillo por el remordimiento. Entonces Des Grieux perdona a Teleny mientras Teleny muere.